# Epistephium
Epistephium é um género botânico pertencente à família das orquídeas (Orchidaceae). Foi proposto por Kunth, publicado em Synopsis Plantarum 1: 340, em 1822. É tipificado pelo Epistephium elatum Kunth. O nome vem do grego epi, sobre, e stephanos, coroa, em referência ao formato dos calículos proeminentes no ápice de suas cápsulas.
É um gênero composto por cerca de vinte espécies de ervas terrestres eretas, em regra anuais, que se distribuem pelos campos limpos e cerrados, eventualmente monteses, e areais do litoral, do norte da América Latina, até o sul do Brasil, Paraguay e Bolívia, além de uma única espécie nativa da América Central e algumas ilhas do Caribe.
Suas flores, bem abertas, recordam mais Cattleya e Laelia do que as de Cleistes, gênero do qual são parentes próximas, são mais ornamentais que as das últimas, porém menos que as das primeiras. Suas flores nascem em sucessão, de racemos terminais, e duram ligeiramente mais que as de Cleistes.
As espécies deste gênero podem ser reconhecidas, dentro desta tribo, por não serem trepadeiras, apresentarem clorofila; sementes aladas; e ovário e sépalas glabras.
Adicionalmente, Epistephium caracteriza-se por serem plantas de caules moderadamente altos, fistulosos, em regra solitários, por vezes ramificados, em algumas espécies chegando a cinco metros de altura, outra, apenas vinte centímetros, sobre curto rizoma subterrâneo, que emite longas raízes lineares, algo carnosas, quebradiças, revestidas de pêlos. Folhas coriáceas e brilhantes, ovaladas, com ou sem curto pecíolo.
As flores, normalmente rosa ou púrpura, sempre apresentam calículo rijo sob as sépalas, sobre o ovário. As sépalas e pétalas são livres. Labelo inteiro ou levemente trilobado, livre da coluna ou, em poucas espécies, levemente preso a ela na base, com o disco adornado de franjas, interessantes pêlos, ou escamas flabeladas pabulares, que os insetos devoram.
São espécies que raramente sobrevivem ao serem transplantadas devido aos danos sofridos pelas suas raízes e rizomas quebradiços.

## Espécies
1. Epistephium amabile Schltr., Repert. Spec. Nov. Regni Veg. Beih. 9: 42 (1921).
2. Epistephium amplexicaule (Ruiz & Pav.) Poepp. & Endl., Nov. Gen. Sp. Pl. 1: 52 (1836).
3. Epistephium brevicristatum R.E.Schult., Amer. Orchid Soc. Bull. 25: 259 (1956).
4. Epistephium duckei Huber, Bol. Mus. Goeldi Hist. Nat. Ethnogr. 7: 287 (1913).
5. Epistephium elatum Kunth in F.W.H.von Humboldt, A.J.A.Bonpland & C.S.Kunth, Nov. Gen. Sp. 6: t. 632 (1825).
6. Epistephium ellipticum R.O.Williams & Summerh., Bull. Misc. Inform. Kew 1928: 145 (1928).
7. Epistephium frederici-augusti Rchb.f. & Warsz., Bonplandia (Hannover) 2: 97 (1854).
8. Epistephium hernandii Garay, Amer. Orchid Soc. Bull. 30: 498 (1961).
9. Epistephium herzogianum Kraenzl., Repert. Spec. Nov. Regni Veg. 6: 21 (1908).
10. Epistephium lamprophyllum Schltr., Repert. Spec. Nov. Regni Veg. Beih. 27: 127 (1924).
11. Epistephium laxiflorum Barb.Rodr., Gen. Spec. Orchid. 1: 173 (1877).
12. Epistephium lobulosum Garay, Opera Bot., B 9(225: 1): 56 (1978).
13. Epistephium matogrossense Hoehne, Arq. Bot. Estado São Paulo, n.s., f.m., 1: 128 (1944).
14. Epistephium parviflorum Lindl., Gen. Sp. Orchid. Pl.: 433 (1840).
15. Epistephium portellianum Barb.Rodr., Gen. Spec. Orchid. 1: 172 (1877).
16. Epistephium praestans Hoehne, Relat. Commiss. Linhas Telegr. Estratég. Matto Grosso Amazonas 5: 26 (1910).
17. Epistephium sclerophyllum Lindl., Gen. Sp. Orchid. Pl.: 433 (1840).
18. Epistephium sessiliflorum Lindl., Orchid. Linden.: 26 (1846).
19. Epistephium speciosum Barb.Rodr., Rev. Engenh. 3: 74 (1881).
20. Epistephium subrepens Hoehne, Arq. Bot. Estado São Paulo, n.s., f.m., 1: 127 (1944).
21. Epistephium williamsii Hook.f., Bot. Mag. 90: t. 5485 (1864).